# Cepeda (Santa Fe)
Cepeda is een plaats in het Argentijnse bestuurlijke gebied  Constitución in de provincie Santa Fe. De plaats telt 435 inwoners.